# 카렌 메추크
캐렌 메추크(독일어: Karen/Caren Metschuck, 1963년 9월 27일 ~ )는 전 동독의 수영 선수로 자유형과 접영에서 활약하였다.
그라이프스발트에서 태어난 메추크는 1980년 모스크바 올림픽에서 100m 접영, 400m 자유형 릴레이와 400m 혼계영에서 금메달을 획득하면서 경기의 가장 성공적 여성 선수가 되었다.
1년 후, 스플리트에서 열린 유럽 선수권에서 100m 자유형을 우승하고 2개의 릴레이 종목에서 다시 승리를 거두었다.
1982년 400m 자유형 릴레이의 세계 타이틀을 우승한 후, 수영 경력을 끝내고 학교 교사가 되었다. 자신의 경력 동안 그녀는 릴레이 종목들에서 3개의 세계 기록을 세웠다.
1990년에는 국제 수영 명예의 전당에 헌액되었다.
통일 후에 메추크는 SC 엠포르 로스토크의 수영 코치로 일하였다.

## 같이 보기
- 수영 계영 400m 세계 기록 추이
- 수영 혼계영 400m 세계 기록 추이